# Satélite de Coleta de Dados
Satélite de Coleta de Dados  (en portugais Satellite de collecte de données) ou SCD est une famille de satellites d'observation de la Terre développée par le Brésil. 

## Historique
SCD-1 est le premier satellite entièrement développé par le Brésil. Ce petit satellite de 115 kg développé par l'INPE est un engin expérimental destiné à collecter les données fournies automatiquement par des stations de mesure automatique situées sur Terre et en mer. Ces données sont utilisées par le Centre de prévision météorologique brésilien (en) ainsi que par d'autres utilisateurs institutionnels. Le premier satellite de cette série a été lancé en 1993 par une fusée américaine Pegasus et il a fonctionné durant 14 ans. Un second satellite a été perdu lors de l'échec du premier test de la fusée nationale VLS-1. Un troisième satellite SDC-2 lancé par une fusée Pegasus le 23 octobre 1998 est toujours opérationnel en 2013. Les satellites CBERS sont également équipés du système de collecte de données SCD.

## Caractéristiques techniques du satellite SCD-1
Caractéristiques technique de SCD-1 :
- Forme : prisme octogonal
- Masse totale : 115 kg
- Énergie électrique (cellules solaires) : 110 watts
- Contrôle d'attitude : satellite spinné
- Télécommunications en bande S
- Orbite basse circulaire à 750 km d'altitude et 25° d'inclinaison
- Contrôle thermique passif

### Sources
- Fernand Verger, Raymond Ghirardi, I Sourbès-Verger, X. Pasco et al., L'espace nouveau territoire : atlas des satellites et des politiques spatiales, Paris, Belin, 2002, 383 p. (ISBN 978-2-7011-3194-8 et 2-701-13194-4, OCLC 51653010)
- Brian Harvey, Henk H.F. Smid et Theo Pirard, Emerging space powers : The new space programs of Asia, the Middle East ans South America, Londres, Springer Praxis, 2010, 624 p. (ISBN 978-1-4419-0873-5 et 1-441-90873-0, OCLC 707457256)